# Monocerotesa viridochrea
Monocerotesa viridochrea är en fjärilsart som beskrevs av W. Warren 1907. Monocerotesa viridochrea ingår i släktet Monocerotesa och familjen mätare. Inga underarter finns listade i Catalogue of Life.